# Янівський Богдан-Юрій Ярославович
Богда́н-Ю́рій Яросла́вович Яні́вський (4 липня 1941, Львів, УРСР — 17 червня 2005, Львів) — український композитор, піаніст та педагог. Народний артист України (1991). Лауреат Державної премії імені Т. Г. Шевченка 1997 року.

## Життєпис
Закінчив Львівську Консерваторію; завідував музичною частиною Львівського Театру Юного Глядача. 
З 1991 року викладав у Львівській консерваторії (професор з 1996 р.), у Вищому музичному інституті (Львів, 2000 р.).
Автор оркестрових та камерно-інструментальних творів і музики до численних драматичних вистав. Автор опери «Олеська балада», музики до багатьох вистав, а також мультиплікаційних («Якщо падають зірки...» (1978), «Сонячний коровай» (1981), «Весілля Свічки» (1982), «Колискова» (1984) та ін.) і телевізійних фільмів.
Був ініціатором (з 1991), а пізніше, впродовж 15 років, — організатором і натхненником міжнародного конкурсу-фестивалю сучасної української пісні «Золоті трембіти».
Був членом Національної спілки композиторів України.
Помер та похований у Львові на 51 полі Личаківського цвинтаря.

## Відзнаки
- Шевченківська премія (1997).